# Impulsstromdichte
Die Impulsstromdichte ist eine physikalische Größe, die (analog zu anderen Stromdichten) den Transport von Impuls beschreibt. Sie ist Bestandteil des Energie-Impuls-Tensors sowie insbesondere in der Kontinuumsmechanik und Elektrodynamik von Bedeutung. Es handelt sich um einen Tensor zweiter Stufe. Die Dimension der Impulsstromdichte ist die des Drucks.

## Kontinuumsmechanik
In der Kontinuumsmechanik entsteht eine nichtverschwindende Impulsstromdichte in einem Festkörper im Zuge einer Deformation oder in einem strömenden Fluid. Da der Impuls und somit auch die Impulsdichte vektorielle Größe sind, ist die Impulsstromdichte T eine tensorielle Größe.
In einem kartesischen Koordinatensystem berechnet sich der Tensor als:
{\displaystyle T_{ik}=\rho v_{i}v_{k}-\sigma _{ik}},
mit
- dem konvektiven Beitrag {\displaystyle \rho v_{i}v_{k}} (Impulstransport durch Materiestrom)
  - der Massendichte {\displaystyle \rho }
  - den Komponenten {\displaystyle v_{i}} des Geschwindigkeitsvektors
- den Komponenten {\displaystyle \sigma _{ik}} des Spannungstensors, der den durch Oberflächenkräfte hervorgerufenen Beitrag beschreibt.

Im Mechanischen Gleichgewicht (siehe auch Hydrostatisches Gleichgewicht) ist die Tensordivergenz {\displaystyle \mathrm {div} \,T} der Impulsstromdichte null: {\displaystyle \mathrm {div} \,T={\vec {0}}}. Dies folgt aus der Kontinuitätsgleichung für die Impulsdichte.

## Elektrodynamik
Die Impulsstromdichte einer elektromagnetischen Welle oder allgemein von elektromagnetischen Feldern ({\displaystyle \rho =0}) berechnet sich als:
{\displaystyle \sigma _{ik}=\varepsilon _{0}\left({\frac {1}{2}}E^{2}\delta _{ik}-E_{i}E_{k}\right)+{\frac {1}{\mu }}_{0}\left({\frac {1}{2}}B^{2}\delta _{ik}-B_{i}B_{k}\right)} (siehe Maxwellscher Spannungstensor).
mit
- der elektrischen Feldkonstante {\displaystyle \varepsilon _{0}}
- der magnetischen Feldkonstante {\displaystyle \mu _{0}}
- der elektrischen Feldstärke {\displaystyle E}
- der magnetischen Flussdichte {\displaystyle B}
- dem Kronecker-Symbol {\displaystyle \delta _{ik}}.